# Fernand Dehousse
Pour les articles homonymes, voir Dehousse.
Fernand Louis Jean Dehousse, juriste et homme politique belge, né le 3 juillet 1906 à Liège et mort dans cette même ville le 10 août 1976. D'abord libéral, il adhéra par la suite au Parti socialiste et il y demeura un militant wallon. Généralement considéré comme le père du fédéralisme belge, il fut aussi l'un des premiers constructeurs de l'idée européenne après la Seconde Guerre mondiale. Il est le père du juriste et homme politique Jean-Maurice Dehousse, premier chef du Gouvernement de la Wallonie, le grand-père des juristes et politologues Franklin et Renaud Dehousse et l'époux de la philologue Rita Lejeune.

## Biographie

### Études et parcours académique
Fils du poète wallon Constant Dehousse, auteur prolifique de chansons, de pièces et d'opérettes, mais aussi comptable à l'usine Cuivre et Zinc, et de Victorine Danthine, Fernand Dehousse est étudiant à l'athénée de la rue des Clarisses (plus tard athénée royal Charles Rogier). Il y trouve bon nombre de compagnons avec lesquels il entretiendra toute sa vie des liens amicaux, comme Armand Glesener, neveu de l'écrivain Edmond Glesener, ou Jean Terfve, plus tard ministre communiste.  Ce qui ne signifie pas qu'il partage leurs idées. Ainsi, lorsqu'il s'inscrit à la Faculté de Droit de l'Université de Liège, il y milite dans les rangs des Étudiants libéraux et dirige même leur revue L'Étudiant libéral. Mais il s'inscrit dans la mouvance d'un libéralisme social, se trouvant un peu surpris d'être expulsé de L'Étudiant Libéral après y avoir publié un éditorial intitulé On croit mourir pour la patrie, on meurt pour des industriels[réf. nécessaire].
Élève studieux, il obtient son diplôme de Docteur en Droit  et licencié en sciences sociales en 1929. D'abord tenté par le droit civil, il est ensuite influencé par son maître Ernest Mahaim et s'oriente vers le « Droit des Gens » ou Droit International Public. Désireux d'approfondir ses connaissances, Fernand Dehousse poursuit sa formation à Paris, Grenoble et Genève (1929-1931). Il est agrégé de l’enseignement supérieur : professeur ordinaire à l’Université de Liège, associé à l’Institut de droit international à partir de 1947.

### Parcours politique
Représentant de la Belgique à l’Assemblée générale de l’ONU de 1946 à 1948 puis de 1951 à 1952, Fernand Dehousse est membre du Conseil économique et social en 1946-1947 et 1950, sénateur socialiste coopté en 1950, membre de l'Assemblée commune de la Communauté européenne du charbon et de l'acier dès 1952, président de l’Assemblée parlementaire du Conseil de l'Europe de 1956 à 1959. Fernand Dehousse est député à l’Assemblée européenne (auj. Parlement européen) du 17 juillet 1952 au 2 août 1965 et du 29 mars 1966 au 11 mars 1971. Lorsque l'Union européenne occidentale institue une Commission européenne pour le référendum en Sarre, la présidence lui est confiée (1955-1956).
Sur le plan belge, il défend des conceptions fédéralistes en tant que militant wallon. 
Le 20 octobre 1945, il défend devant le Congrès national wallon une thèse fédéraliste confinant au confédéralisme qui n'obtiendra dans un premier temps que 40 % des votes contre 46 % à la thèse réunioniste, mais qui finalement fut adoptée à l'unanimité du Congrès.

La conclusion du discours de Fernand Dehousse sur le fédéralisme qui se présente aussi comme une leçon de droit public sur ce type de régime, se termine par les mots suivants: 
« Les circonstances ont voulu que, pour assister à ce Congrès, je revienne de France et que je fasse la traversée Paris-Liège en auto, ce matin. En arrivant sur les hauteurs, je regardais comme je le fais souvent, cette ville de Liège si belle sous le soleil d'octobre, j'admirais les feuillages mordorés et la douceur de la courbe des collines, le frémissement et le scintillement de l'eau, et je pensais que, sur cette terre-là, vit une race qui, depuis des siècles, pratique la liberté et l'indépendance. Elle ne les perdra pas ! »
Ce discours souleva l'enthousiasme le plus passionné des congressistes, hormis celui réservé à Charles Plisnier, mais celui-ci fut prononcé après que les votes décisifs avaient déjà eu lieu et à la clôture de la réunion.
Il est ministre de l'Éducation nationale dès 1965, ministre des Relations communautaires (1971-1972).
Il est inhumé à Plainevaux.

## Distinctions
- Commandeur du Mérite wallon (C.M.W.) (promotion historique, à titre posthume[1])